# Finan von Lindisfarne
Finan von Lindisfarne († 661) war wie sein Vorgänger ein irischer Mönch in Iona, bevor er ins Kloster Lindisfarne kam.
Er lebte nicht nach der Regel des hl. Benedict, sondern nach der des hl. Columban von Iona. Auch war er ein überzeugter Verfechter des keltischen Ritus in der Kirche und behielt im Osterstreit die keltischen Traditionen seiner Kirche trotz der Eingriffe aus Rom bei. 

- Siehe dazu Christianisierung Englands

Nach seiner Wahl zum Bischof im Jahr 651 baute er auf Lindisfarne die abgebrannte Kathedrale nach irischem Vorbild aus Eichenstämmen mit einem Reetdach wieder auf, die er dem Heiligen Petrus weihte. Um 653 taufte er Peada, den König von Mercia, zusammen mit dessen gesamtem Hofstaat und kurz darauf Sigeberht, den König von Essex. Er schickte Missionare nach Mercia und Essex. Bald darauf weihte er Cedd zum Bischof von Essex und den Iren Diuma zum Bischof von Middle Anglia und Mercia. Beda Venerabilis beschrieb ihn als hervorragenden Kirchenführer und würdigte seine Verdienste um die Christianisierung der angelsächsischen Völker.
Nach seinem Tod am 9. oder 17. Februar 661 wurde er in der von ihm erbauten Kathedrale in Lindisfarne beigesetzt.
Sein Festtag ist der 17. Februar.
Die in den 1880ern errichtete Basilika St. Finnan in Ontario, Kanada, ist ihm geweiht.